# Sciter
Sciter (ранее HTMLayout) — встраиваемый браузерный движок, разработанный Terra Informatica. Основная задача движка — построение веб-интерфейса в десктопных приложениях. Поддерживает HTML, CSS, JavaScript-подобный язык TIScript и DOM с некоторыми добавлениями, не входящими в спецификации W3C, но полезными для построения UI.
Старый вариант библиотеки HTMLayout работал только под Windows. Sciter, это кроссплатформенная библиотека, доступная не только для Windows, но также для Linux и Mac OS X.
В качестве движка JavaScript эти продукты используют TIScript.

## Лицензия
HTMLayout и Sciter — проприетарные программные продукты, исходный код доступен при покупке соответствующей лицензии. Для Sciter бесплатная и indie лицензии требуют присутствие в окне about или аналогичном месте программы уведомления «this code contains Sciter engine».

## История
Библиотеку создал основатель и владелец компании Terra Informatica Software Андрей Федонюк.

## Цели разработки
HTMLayout — уникальный, среди других браузерных движков, благодаря целям разработки — полностью интегрированный движок HTML/CSS. «Интегрированность» движка указывает на следующее: